# Gordon-Identität
Die Gordon-Identität, benannt nach Walter Gordon, ist eine Zerlegung des Dirac-Stroms in Terme des Spinor-Transformationsoperators {\displaystyle \sigma ^{\mu \nu }={\frac {i}{2}}[\gamma ^{\mu },\gamma ^{\nu }]} und des Impulses. Die Zerlegung lautet
{\displaystyle {\bar {\psi }}(p')\gamma ^{\mu }\psi (p)={\bar {\psi }}(p')\left[{\frac {(p'+p)^{\mu }}{2m}}+{\frac {i\sigma ^{\mu \nu }(p'-p)_{\nu }}{2m}}\right]\psi (p)}
und folgt aus der Eigenschaft der Spinoren, der Dirac-Gleichung zu gehorchen. Die Gordon-Identität gilt daher nur für Teilchen auf der Massenschale.
Die Gordon-Identität wird in der Quantenelektrodynamik für die Definition von Formfaktoren der Elektron-Photon-Streuung und somit für die Berechnung des g-Faktors des Elektrons benötigt, einem der Präzisionstests der Quantenelektrodynamik. 